# Laphet
Laphet (též lapchet, barmsky လက်ဖက် [ləpʰɛʔ], anglicky lahpet) znamená nakládané čajové lístky, jež jsou národní lahůdkou Barmy (Myanmaru), jež je jednou z mála zemí, kde se čaj nejen pije, nýbrž i jí. Význam laphetu v barmské kuchyni odráží lidové pořekadlo „Ze všeho ovoce je nejlepší mango, ze všeho masa vepřové a ze všeho listí laphet.“ Nejznámější je v podobě salátu.
Různá užití termínu laphet
Laphet čauksušené čajové lístky používané k přípravě zeleného čaje (lahpet-yei gyan, čistý čajový nálev), jenž je hlavním nápojem Barmy.
Laphetjei gjočerný čaj s mlékem a cukrem
Laphet so„mokrý čaj“, tak se specifičtěji označuje nakládaný čaj, ačkoli samotné slovo lahpet je obecně užíváno pro nakládaný čaj.
Čajovník v Myanmaru roste od přírody (jako v Bangladéši, severovýchodní Indii, Laosu a Číně), a to jak Camellia sinensis a Camellia assamica a pěstuje se především na svazích hor v severním Šanském státě kolem města Namsan v Palaungském podstátě Tawngpeng, ale také kolem Mogoku v Mandalajském kraji a Kengtungu na východě Šanského státu. Lístky zvané zayan, jež tvoří přibližně 80 % sklizně, se nejlépe sklízejí v dubnu a květnu před nástupem monzunů, ale je možné je sklízet až do října. Další staré rčení zní takto: „Pro dobrý laphet nech Palaungy v kopcích, ať si dají na čas.“
Více než 700 km čtverečních zabírají čajové plantáže s ročním výnosem 60 000–70 000 tun. Z toho 69,5 % tvoří zelený čaj, 19,5 % černý čaj a 20 % nakládaný čaj. Roční spotřeba činí 52 % zeleného čaje, 31 % černého čaje a 17 % nakládaného čaje. 

## Historie
Laphet byl předkoloniálním symbolickým darem příměří mezi válčícími královstvími v historii Myanmaru, jejichž zástupci si jej po urovnání sporu je vyměnili a snědli. V předkoloniálních i koloniálních dobách byl laphet podáván poté, co soudce vynesl rozsudek; pokud porotci snědli laphet, znamenalo to formální přijetí rozsudku. Laphet zůstává tradičním barmským gestem pohostinnosti, které se podává návštěvám.

## Zpracování
Tradiční proces fermentace laphetu je třístupňový: Zahrnuje předfermentaci, fermentaci a úpravu fermentovaných čajových lístků. Křehké mladistvé čajové lístků a listové pupeny se vyberou pro kvašení a zbytek je užit k sušení. Po sběru jsou čajové lístky asi pět minut v páře a poté se buď sušeny, nebo fermentují. Následně se zabalí do bambusových kádí nebo hliněných hrnců, které se uloží do jamek a zatíží závažími, aby se extrahovala voda; fermentační proces se pravidelně kontroluje a buničina může občas vyžadovat opětovné napařování. Anaerobní fermentace je řízena přirozeně se tvořícími bakteriemi mléčného kvašení a končí za 3–4 měsíce, což se pozná dle změny barvy (ze zelené na zlatozelenou), textury (změkčené listy) a snížené kyselosti. Na závěr se buničina propláchne a vymačkáním odvodní. Výsledný laphet se pak dochutí směsí třeného česneku, čili, soli, čerstvé citronové šťávy a arašídového oleje.

## Způsoby úpravy

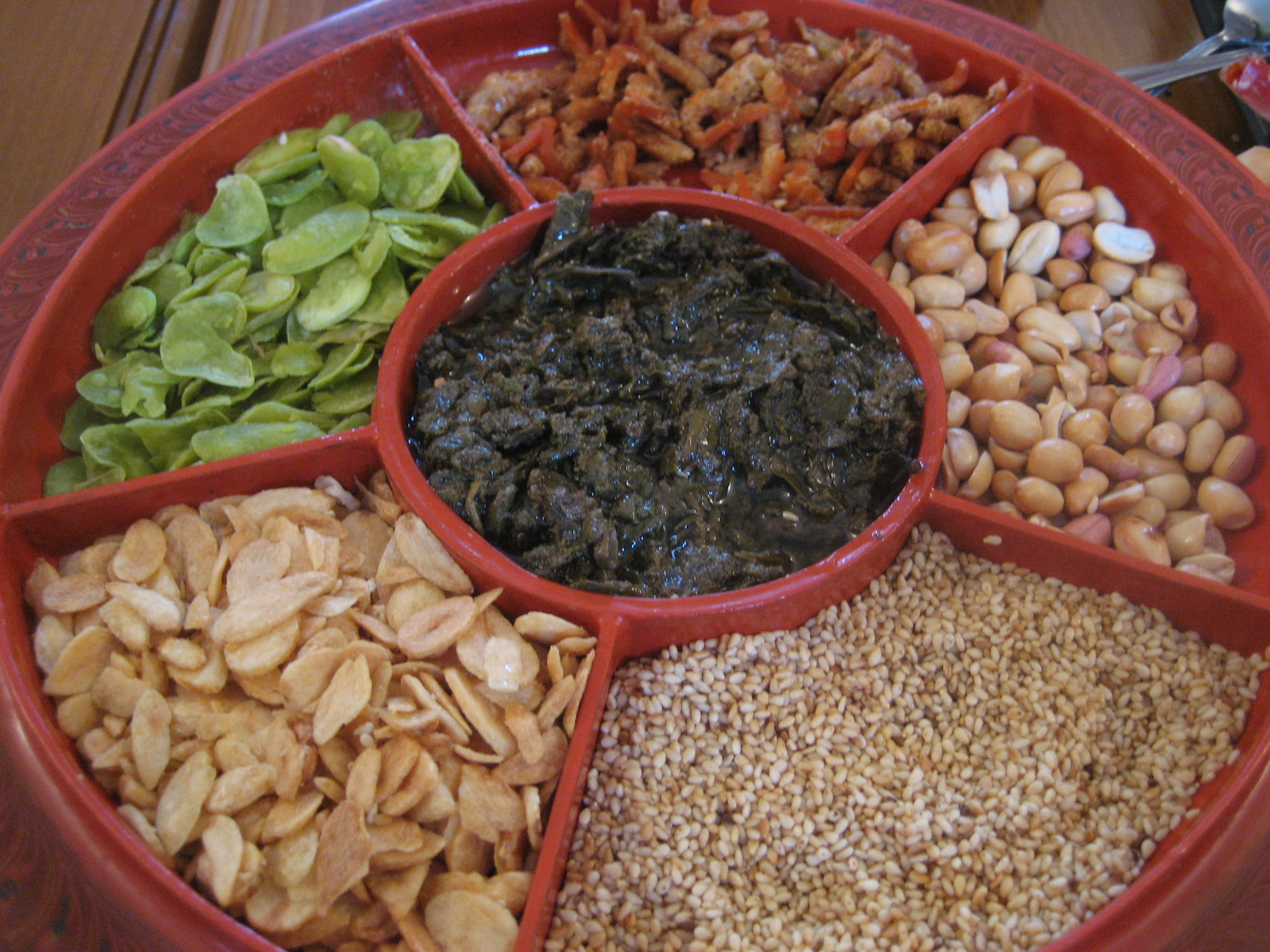
Nakládaný čaj (uprostřed) se podává v nádobě zvané laphet okh s dalšími pochutinami

Salát z barmského čajového listu slouží jako dvě hlavní formy. První se používá hlavně při obřadech a nazývá se A-lhu laphet nebo Mandalajský laphet. Druhý, běžnější se většinou podává spolu s hlavním jídlem.
A-lhu laphet se tradičně podává v mělké lakové nádobě rozdělené na malé přihrádky a opatřené poklicí, která se nazývá laphet okh . Nakládaný čaj omaštěný sezamovým olejem v centrální přihrádce je doprovázen v okolních přihrádkách dalšími přísadami, a to křupavým smaženým česnekem, cizrnou, hráškem, australským hráškem, opraženým sezamem a arašídy, drcenými sušenými krevetami, konzervovaným drceným zázvorem a smaženým drceným kokosovým ořechem.
Žádná zvláštní příležitost nebo obřad v Myanmaru se neobejde bez laphetu. A-hlu znamená almužnu a je synonymem obřadu přijímání do noviciátu zvaného šinbju. Laphet se v této podobě podává při sun džwaj (předkládání jídla mnichům) a na svatbách.  Při uctívání strážných duchů zvaných (natů) lesů, hor, řek a polí se jim obětuje laphet. Na šinbju se tradičně zve obcházením od dveří ke dveřím s laphet okhem a na potvrzení účasti si dotyčný nabídne.

## Galerie

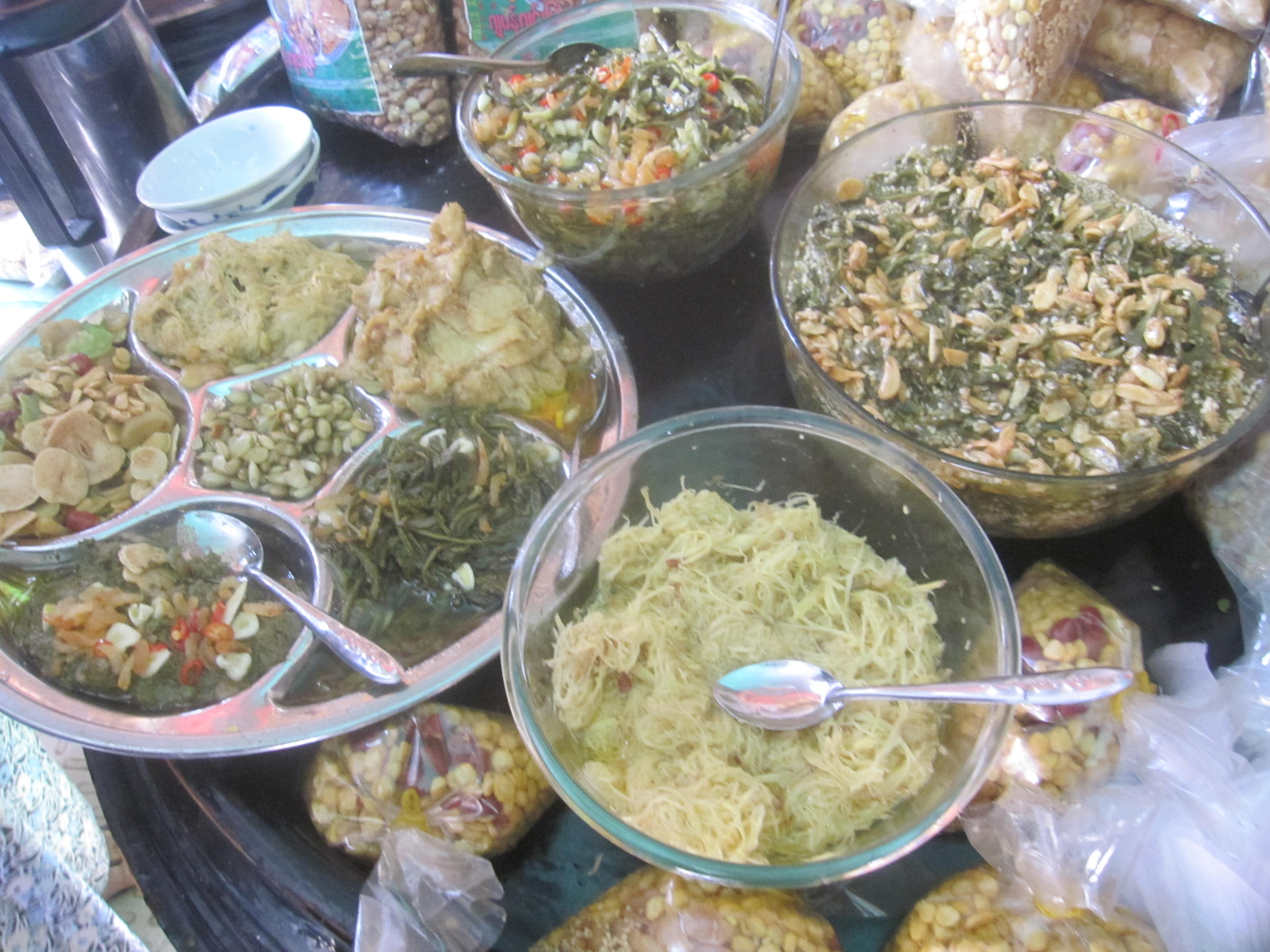
Ochutnávky laphetů u stánku v Mandalaji
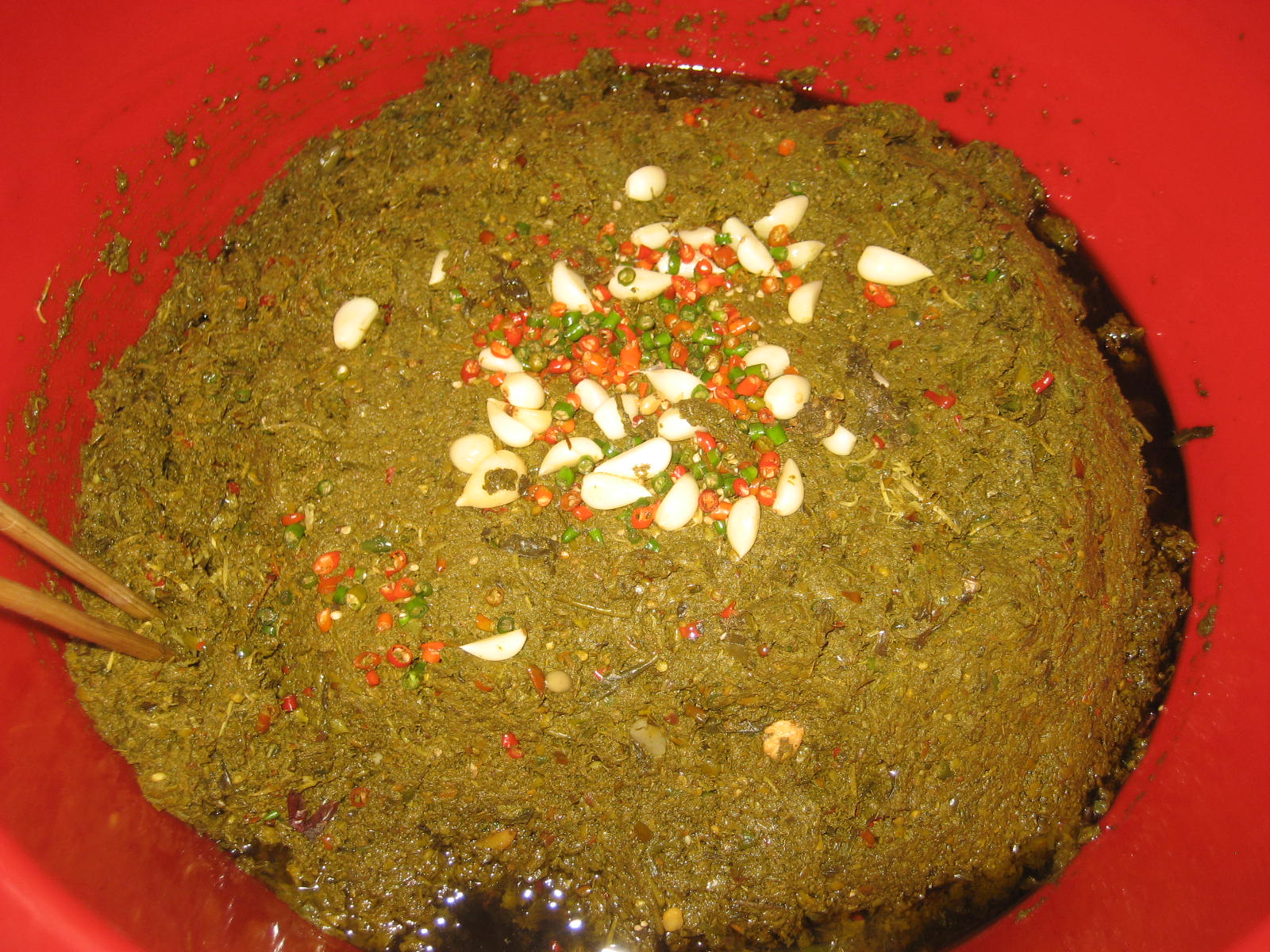
Laphet s česnekem a sekanou čili papričkou
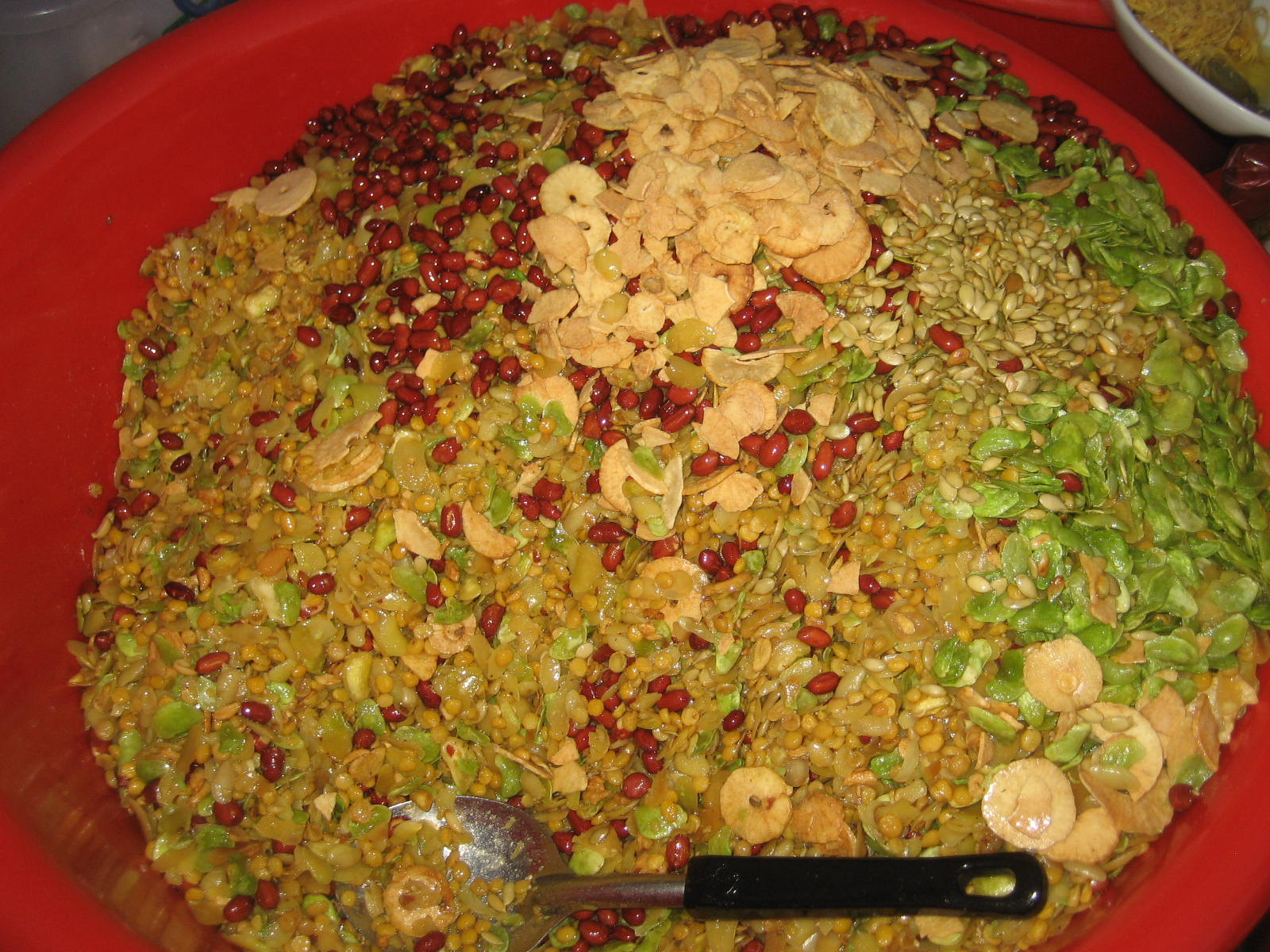
Se smaženým posypem
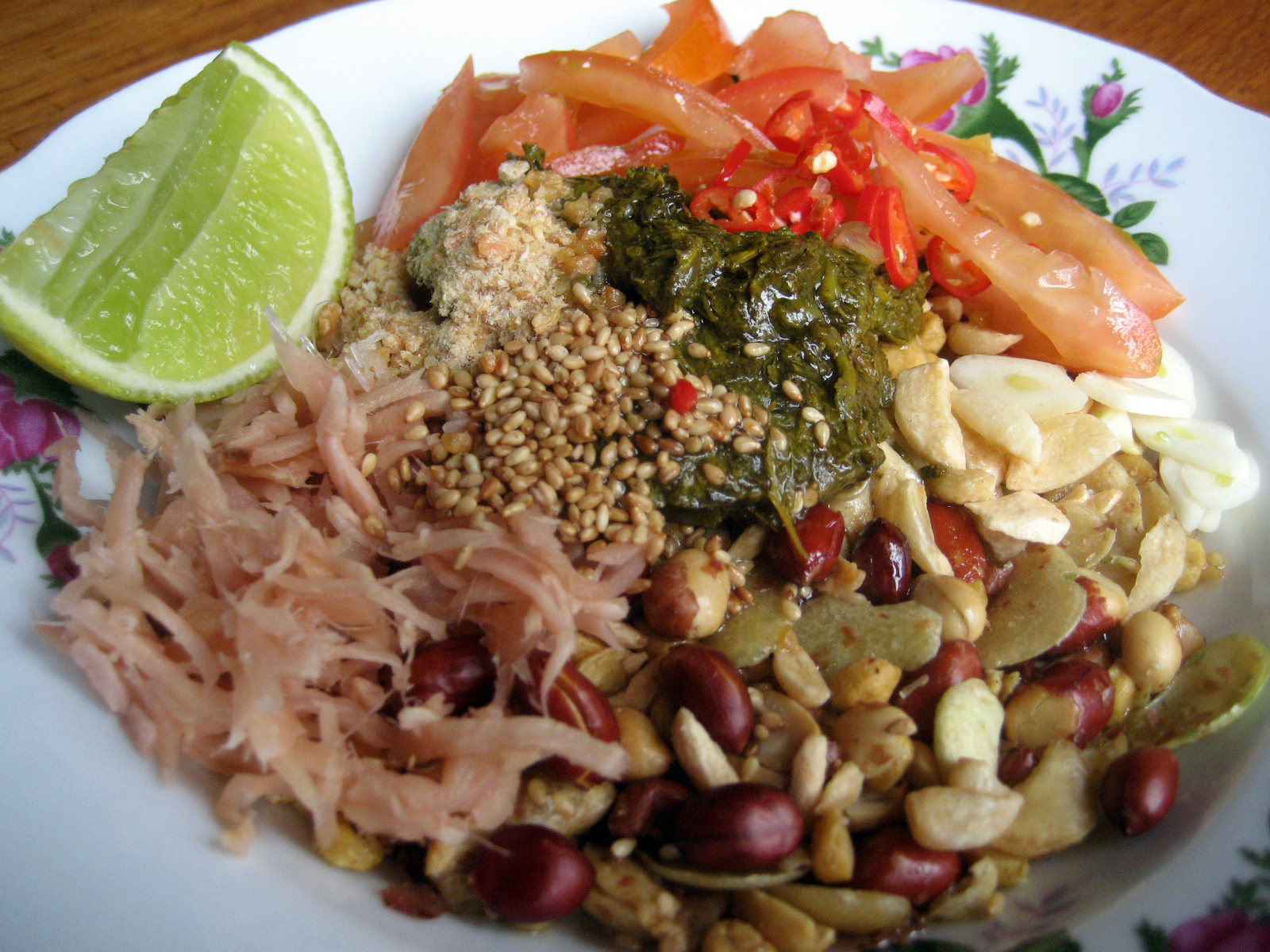
Salát laphet thoke
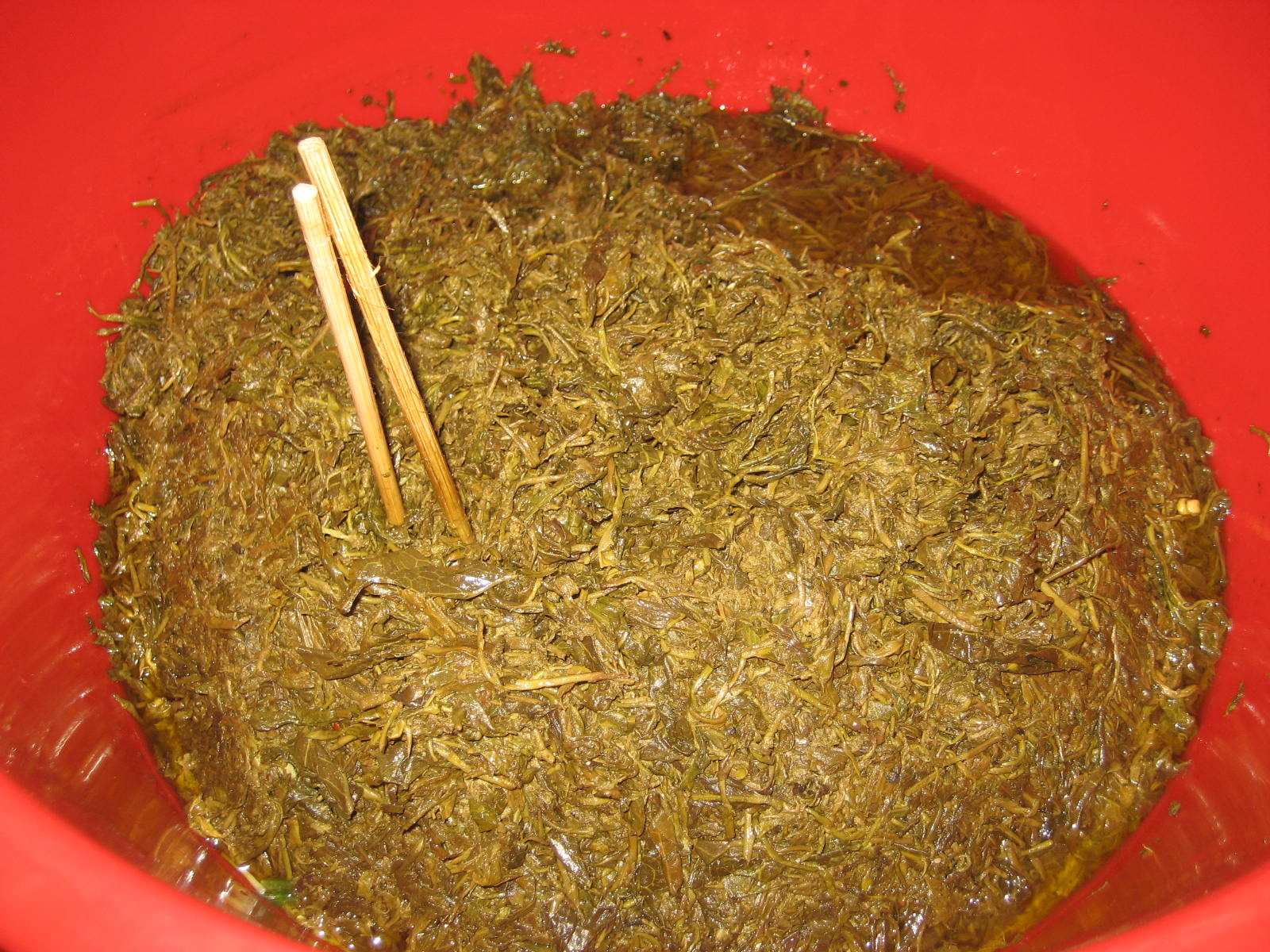
Laphet na trhu v Mandalaji
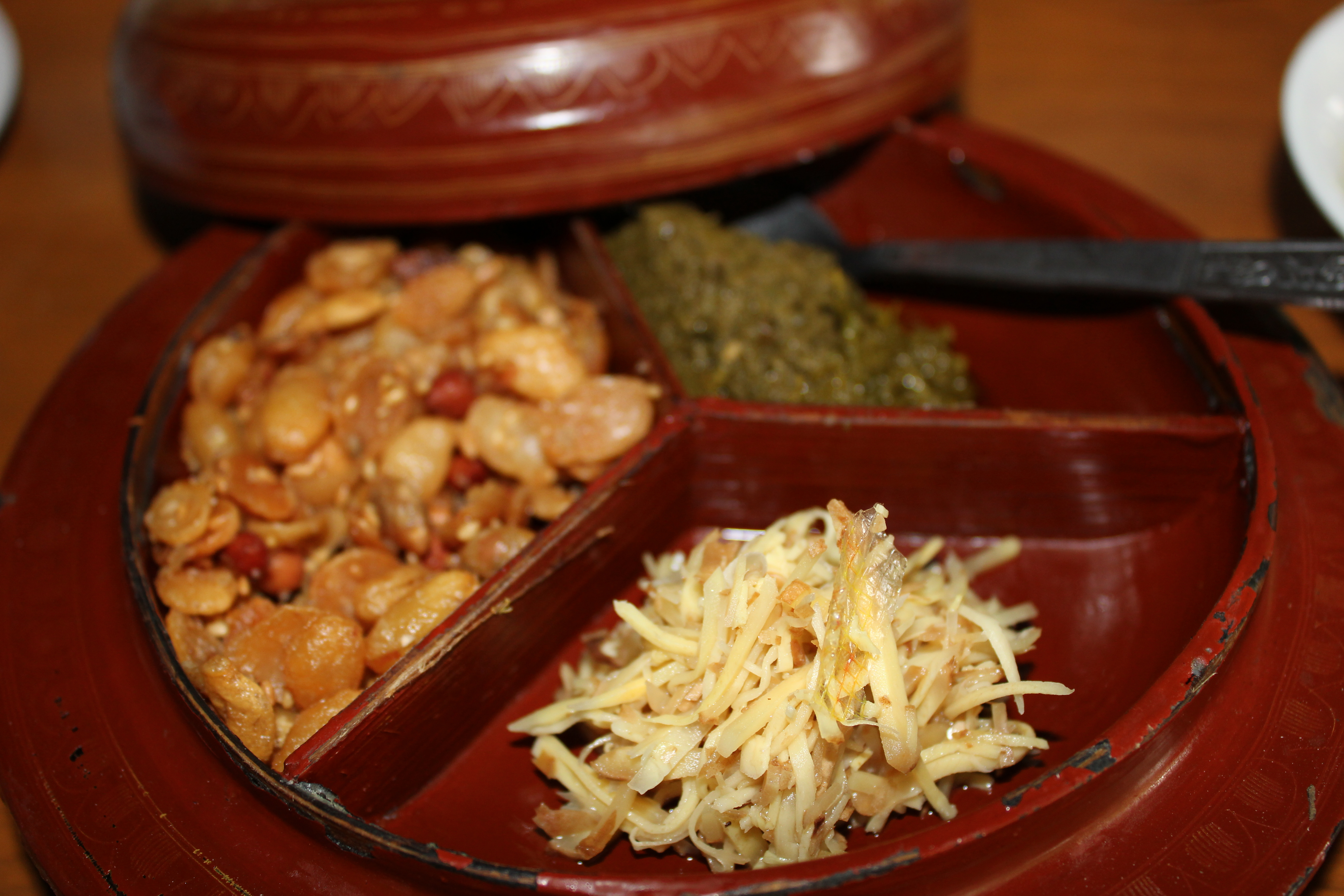
Laphet thoke a zázvorový salát gjin thoke